# Ceylonaltica saueri
Ceylonaltica saueri es un coleóptero de la familia Chrysomelidae.
Fue descrita científicamente en 1997 por Doeberl.